# Vicente Calabuig Carrá
Vicente Calabuig Carrá (Bocairent, 15 de febrer de 1852 - † València, 18 de febrer de 1915) fou un advocat i polític valencià, diputat i senador a les Corts Espanyoles durant la restauració borbònica.

## Biografia
Membre d'una família de terratinents, es llicencià en dret i en filosofia i lletres a la Universitat de València, on hi fou deixeble d'Eduardo Pérez Pujol. Es casà amb Elena Trénor y Palavicino, germana de Francisco Trénor Palavicino i de Leopold Trénor i Palavicino.
El 1880 fou catedràtic de dret civil a la Universitat d'Oviedo, el 1881 catedràtic de dret romà a la Universitat de València i el 1882 catedràtic de dret civil a aquesta universitat. Alhora, milità al Partit Conservador i fou elegit diputat pel districte d'Enguera a les eleccions generals espanyoles de 1891. El 1893 fou escollit regidor a l'ajuntament de València i novament diputat pel districte de València a les eleccions generals espanyoles de 1898 amb el sector del partit defensor de Francisco Silvela, escó que revalidarà pel districte d'Alzira a les eleccions de 1899 i 1903, i pel de Gandia a les de 1907. També fou senador per València el 1905-1907 i el 1914-1915.